# Karl Uhle (Fußballspieler)
Heinrich Karl Uhle (* 16. Juli 1887 in Leipzig; † 12. Oktober 1969 ebenda) war ein deutscher Fußballspieler.

## Karriere

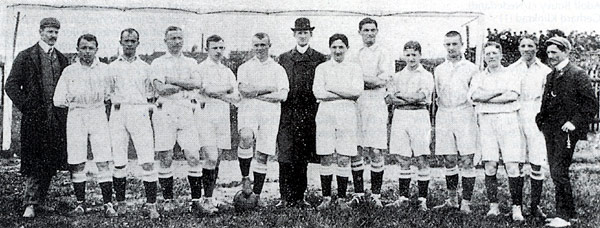
Uhle (2. v. l.) und Mitspieler des VfB Leipzig vor dem Meisterschaftsfinale 1906 in Nürnberg

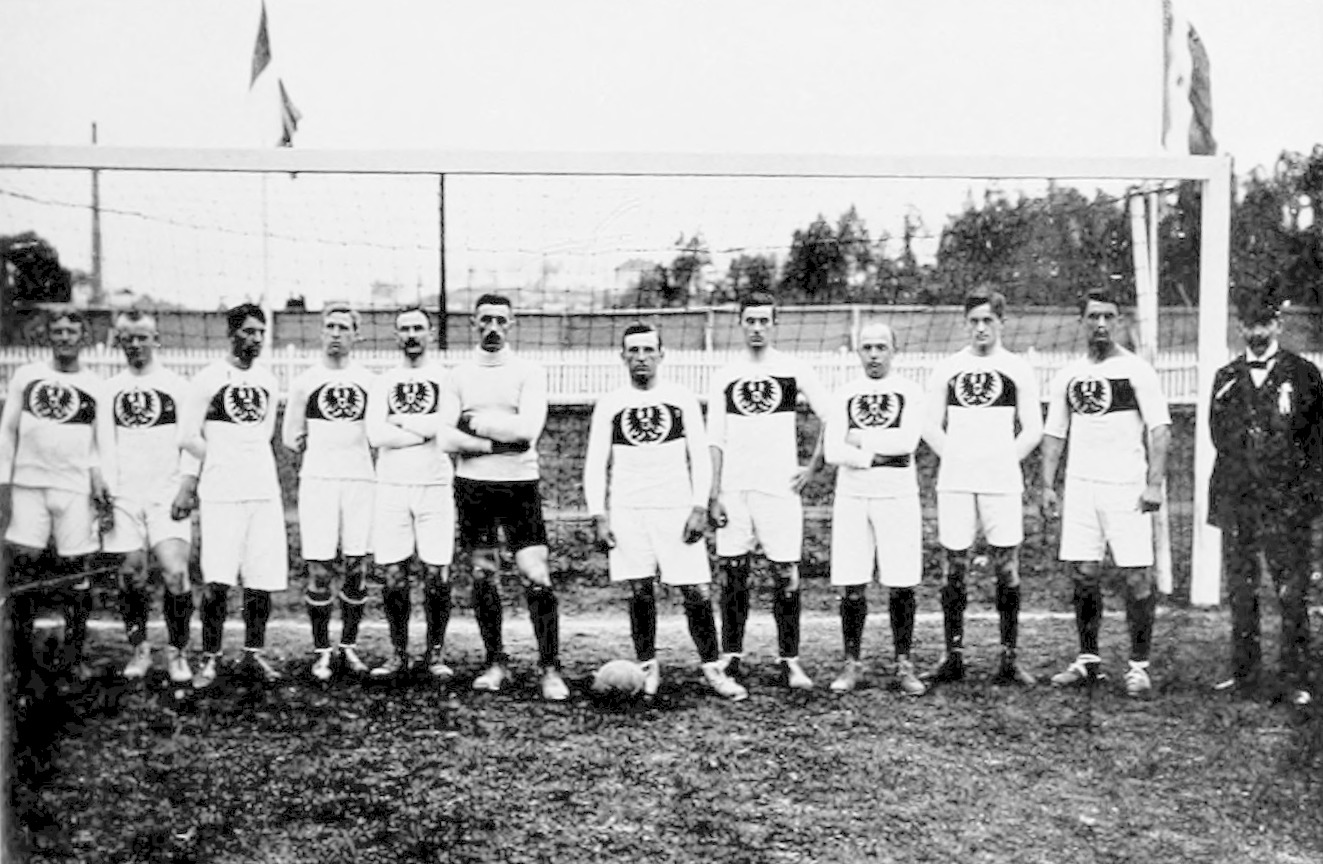
Uhle (3. v. r.)
mit der A-Nationalmannschaft am 1. Juli 1912

### Vereine
Uhle, in Leipzig geboren, trat mit elf Jahren dem ortsansässigen VfB Leipzig bei und gehörte ihm bis im Jahr 1918 an. Am 27. Mai 1906 erreichte er mit dem Verein das Finale um die Deutsche Meisterschaft, das fünf Minuten vor Spielende mit dem 2:1-Siegtreffer seines Mitspielers Heinrich Riso entschieden wurde. Im Jahr darauf scheiterte er mit seinem Verein im Halbfinale am späteren Meister Freiburger FC mit 2:3. In der Endrunde um die Deutsche Meisterschaft 1910 scheiterte er mit seiner Mannschaft bereits im Viertelfinale mit 1:2 am amtierenden Meister Karlsruher FC Phönix. In diesem Spiel erzielte er mit dem Führungstor in der 30. Minute jedoch sein einziges Tor in einer Endrunde. In der Endrunde um die Deutsche Meisterschaft 1911 bestritt er seine letzten drei von insgesamt acht Endrundenspiele und unterlag im Finale dem Berliner TuFC Viktoria 1889.

### Nationalmannschaft
Mit der A-Nationalmannschaft nahm er an dem vom 29. Juni bis 4. Juli 1912 in Stockholm ausgetragenem olympischen Fußballturnier teil. Nach der 1:5-Auftaktniederlage gegen die Nationalmannschaft Österreichs, kam er in der Trostrunde gegen die Nationalmannschaft Russlands als Ersatz für Karl Wegele zu seinem einzigen Länderspiel. Der am 1. Juli 1912 in Solna mit 16:0 gewonnene Vergleich, ist der bislang höchste Sieg, den eine DFB-Elf jemals errungen hat.

## Trivia
Zu Karl Uhle findet sich in den SS-Unterlagen des Bundesarchivs eine Karteikarte, die ihn 1945 vermutlich als SS-Mann in der Verwaltung des KZ Buchenwald verortet. Weitere Details sind bisher nicht bekannt.